# Phorbia coronata
Phorbia coronata är en tvåvingeart som först beskrevs av Holmgren 1883.  Phorbia coronata ingår i släktet Phorbia och familjen blomsterflugor. Inga underarter finns listade i Catalogue of Life.